# یوانلین
یوانلین (به لاتین: Yuanlin) یک شهر در تایوان است که در استان چانگوا واقع شده‌است.

## خصوصیات
یوانلین ۴۰٫۰۴ کیلومترمربع مساحت و ۱۲۴٬۷۲۵ نفر جمعیت دارد.